# Bicyclus albocincta
Bicyclus albocincta is een vlinder van de familie van de Nymphalidae, van de onderfamilie van de Satyrinae. De soort is voor het eerst wetenschappelijk beschreven als Mycales albocincta door Hans Rebel in een publicatie uit 1914.
De soort komt voor in Congo-Kinshasa.